# Partia Odrodzenia
Partia Odrodzenia (j.arab. Hizb an-Nahda) – tunezyjska partia polityczna o programie konserwatywnym.
Powstała w 1989 z Ruchu na rzecz Tendencji Islamskich (RTI), w wyborach 1989 otrzymała 17% głosów. Następnie jej działacze byli prześladowani przez reżim prezydenta Ben Alego.
Przywódcą Partii Odrodzenia jest Raszid Ghannuszi, który powrócił do Tunezji po jaśminowej rewolucji. 

## Program
Partia określana jest jako centryczna i umiarkowanie wolnorynkowa, jest często porównywana do europejskich chadeków. Odrzuca radykalny islamizm, jednakże islam jako religia pozostaje ważną częścią partii.